# Richard Hell
Richard Hell, vero nome Richard Meyers (Lexington, 2 ottobre 1949), è un bassista, cantante, compositore, scrittore e attore statunitense.
È stato membro di famosi gruppi punk quali Television, The Heartbreakers (con Johnny Thunders), The Voidoids e Dim Stars.
È opinione comune che sia stato proprio Richard Hell ad adottare per primo il tipico look punk a base di catene, magliette strappate e chiome ispide, in seguito scaltramente imitato da Malcolm McLaren. Questioni estetiche a parte, il bassista e cantante statunitense merita un posto d'onore tra le figure chiave del punk rock, sia per aver composto quella Blank Generation diventata un inno ufficiale del movimento, sia per aver militato in band storiche quali Television, The Heartbreakers e The Voidoids.
È stato sposato con la cantante Patty Smyth con la quale nel 1985 ha avuto una figlia, Ruby.

## Biografia

### Infanzia e inizio carriera
Richard Meyers crebbe a Lexington in Kentucky negli anni cinquanta. Suo padre era uno psicologo sperimentale specializzato nell'osservazione del comportamento animale. Morì quando Richard aveva sette anni. Il bambino venne quindi allevato dalla madre. Dopo la morte del marito, la donna fece ritorno a scuola, si laureò, e divenne una professoressa.
Meyers frequentò la Sanford School nel Delaware per circa un anno, dove fece amicizia con tale Tom Miller, il quale in seguito avrebbe assunto il nome d'arte "Tom Verlaine", mentre Meyers si ribattezzò "Richard Hell". Entrambi fuggirono dalla scuola e vennero arrestati in Alabama per vandalismo e vagabondaggio poco tempo dopo.
A differenza di Miller/Verlaine, Hell non finì mai la scuola superiore, si trasferì invece a New York City per cercare di sfondare come poeta. A New York incontrò un altro giovane poeta in erba, David Giannini, e si trasferì insieme a lui a Santa Fe, in Nuovo Messico, per diversi mesi, dove Giannini e Meyers cofondarono la rivista "Genesis:Grasp". Hell sembrò riscuotere un certo successo come poeta, e prima del compimento del suo ventunesimo anno d'età aveva già avuto l'onore di veder pubblicate numerose sue poesie su vari giornali, periodici e riviste, tra le quali anche Rolling Stone.

### The Neon Boys, Television, & Heartbreakers
Nel 1969, Verlaine raggiunse Hell a New York ed insieme i due formarono i Neon Boys. Nel 1974 alla band si aggiunse un secondo chitarrista, Richard Lloyd, e il gruppo cambiò nome in Television.
Le esibizioni dei Television al club CBGB aiutarono l'ascesa dei primi gruppi punk, ispirando numerosi artisti inclusa Patti Smith, che scrisse la prima recensione di un concerto dei Television per il Soho Weekly News nel giugno 1974. La Smith ebbe anche una relazione sentimentale con Tom Verlaine, per poi formare una sua propria band, il Patti Smith Group.
Hell iniziò a suonare la canzone di sua composizione Blank Generation durante la permanenza nei Television. Nel 1975, Hell uscì dai Television a causa di dissidi artistici con Verlaine, autoproclamatosi leader del gruppo. Hell affermò in seguito che l'ex amico stava cercando di sminuire sempre più il suo apporto alla band, eliminando progressivamente dalla scaletta dei concerti le sue canzoni.
Hell lasciò i Television la stessa settimana che Jerry Nolan e Johnny Thunders lasciarono i New York Dolls. Nel maggio 1975 i tre formarono gli Heartbreakers (da non confondersi con l'omonima band di Tom Petty). Dopo un solo show Walter Lure si unì al gruppo in qualità di secondo chitarrista.

### Richard Hell and The Voidoids

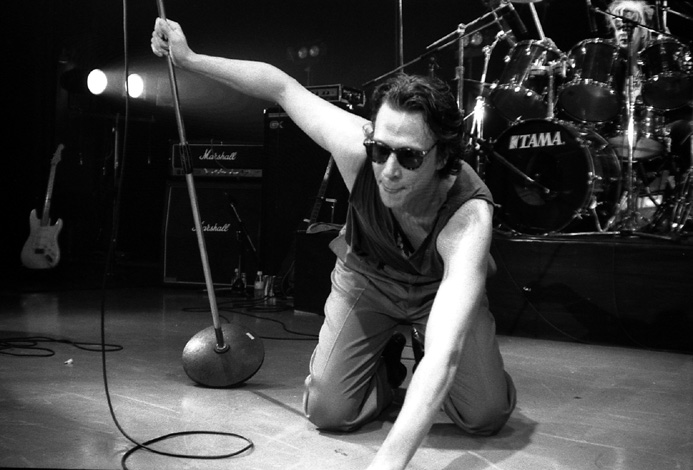
Richard Hell nei primi anni novanta

L'anno dopo, all'inizio del 1976, Hell lasciò anche gli Heartbreakers per dare vita alla sua band personale, i Richard Hell & the Voidoids con Robert Quine, Ivan Julian e Marc Bell (che poco dopo entrò a far parte dei Ramones, adottando lo pseudonimo di Marky Ramone). La band pubblicò due album, anche se il secondo disco, Destiny Street, mantenne solo Quine della formazione originaria, con Naux (Juan Maciel) alla chitarra e Fred Maher alla batteria. I brani più famosi dei Voidoids sono Blank Generation, Love Comes in Spurts, The Kid With the Replaceable Head e Time, tutti scritti da Hell. Conclusasi la parabola dei Voidoids, Hell si ritirò completamente dal mondo della musica dandosi alla letteratura. Riapparve brevemente ad inizio anni novanta per esibirsi nei Dim Stars con i quali pubblicò un album nel 1992.

### Dim Stars, carriera da scrittore e apparizioni cinematografiche

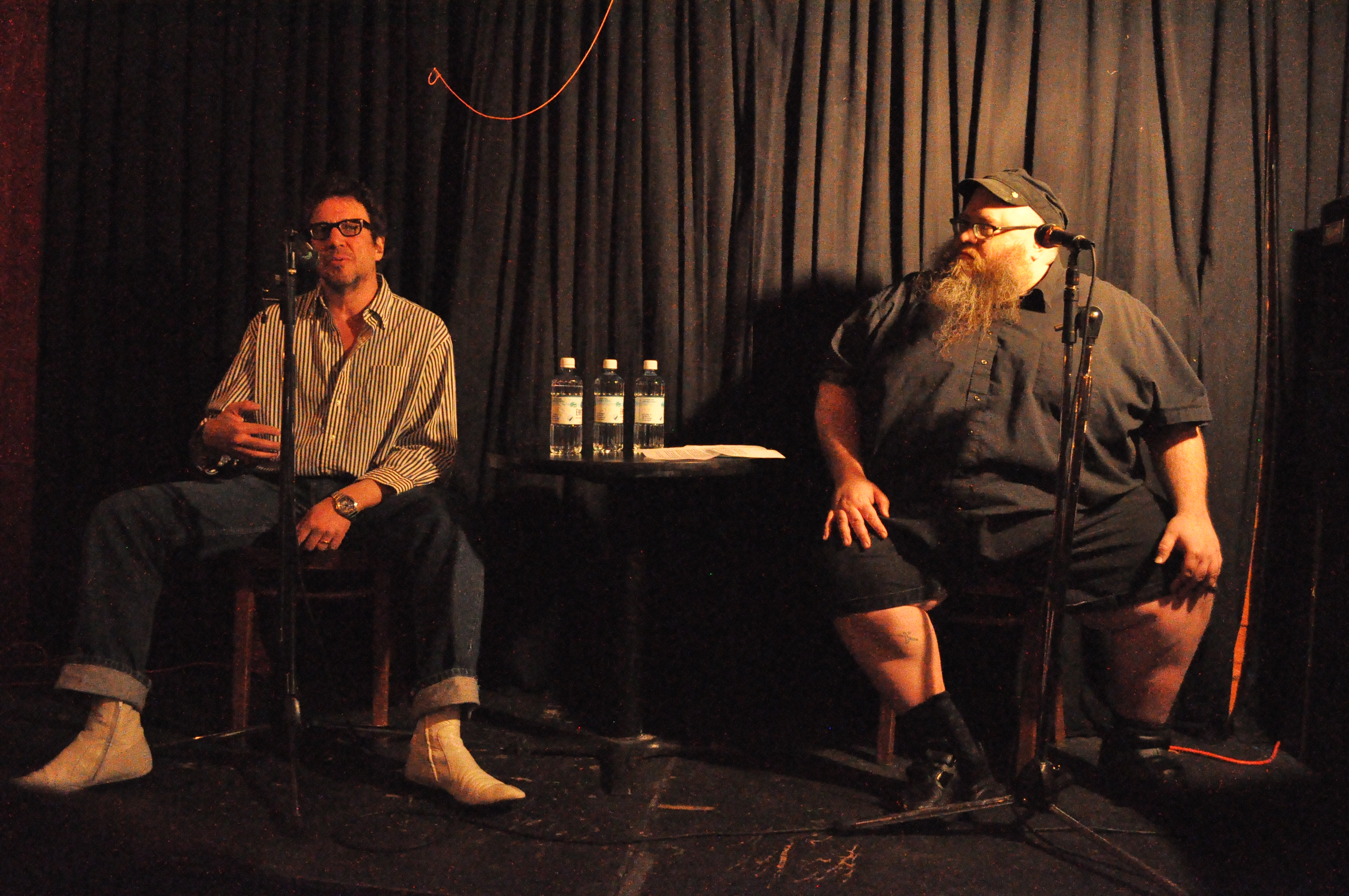
Hell (sinistra) e Chris Estey nel 2013

I Dim Stars, band per la quale Hell uscì temporaneamente dal suo ritiro dal music business, comprendevano il chitarrista Thurston Moore ed il batterista Steve Shelley dei Sonic Youth, il chitarrista dei Gumball Don Fleming, e Robert Quine. Il gruppo ebbe vita breve e pubblicò solo un album e un EP, entrambi intitolati semplicemente Dim Stars, esibendosi in concerto in un'occasione unica nel corso di un concerto di beneficenza WFMU svoltosi al rock club The Ritz di Manhattan. Hell suonò il basso, cantò e scrisse i testi dei brani sull'album.
Nel 1996 Hell scrisse un romanzo, Go Now, ampiamente ispirato alle sue memorie, e nel 2001 pubblicò una serie di scritti brevi (poesie, racconti e disegni) che raccolse in un volume intitolato Hot and Cold.
Hell è apparso in svariati film a basso budget, il più celebre dei quali è Smithereens di Susan Seidelman. Il ruolo più famoso interpretato da Hell resta comunque un cameo senza battute nel film Cercasi Susan disperatamente del 1985, dove interpreta la parte del fidanzato assassinato di Madonna.

## Discografia

### Solista
- 1984 - R.I.P.
- 2002 - Time - (versione estesa di R.I.P.)
- 2005 - Spurts, The Richard Hell Story

### The Voidoids
- 1977 - Blank Generation
- 1982 - Destiny Street
- 1989 - Funhunt: Live at the CBGB's & Max's
- 2009 - Destiny Street Repaired

### Dim Stars
- 1992 - Dim Stars
- 1992 - Dim Stars EP